# دیزک
دیزک روستایی در دهستان رودبار بخش مرکزی شهرستان تفرش استان مرکزی ایران است.

## جمعیت
بر پایه سرشماری عمومی نفوس و مسکن در سال ۱۳۹۵ جمعیت این روستا ۳۵ نفر (۱۹خانوار) بوده‌است.